# 어란포 해전
어란포 해전(於蘭浦海戰; 1597년 10월 8일(음력 8월 28일))은 이순신 장군이 삼도수군통제사로 복귀한 이후 치른 첫 번째 전투였다. 어란포는 현재의 전라남도 해남군 송지면 어란리에 있는 지명이다.

## 개요
1597년 8월 27일(음력 7월 15일) 칠천량 해전 패전 후 남은 13척의 판옥선을 수습하여 적의 침입에 대비하던 중, 음력 8월에 왜선 8척이 남해 어란포(於蘭浦)에 출현하자 이를 격퇴하였다. 이 전투는 자신을 노출시켜 왜군을 유인하기 위한 목적도 있었다. 또 조선 수군의 사기를 높이는 계기가 되었다.
어란포 해전 후 본진을 진도의 벽파진으로 옮겼다.

## 같이 보기
- 어란진항